# Antonin-Gilbert Sertillanges

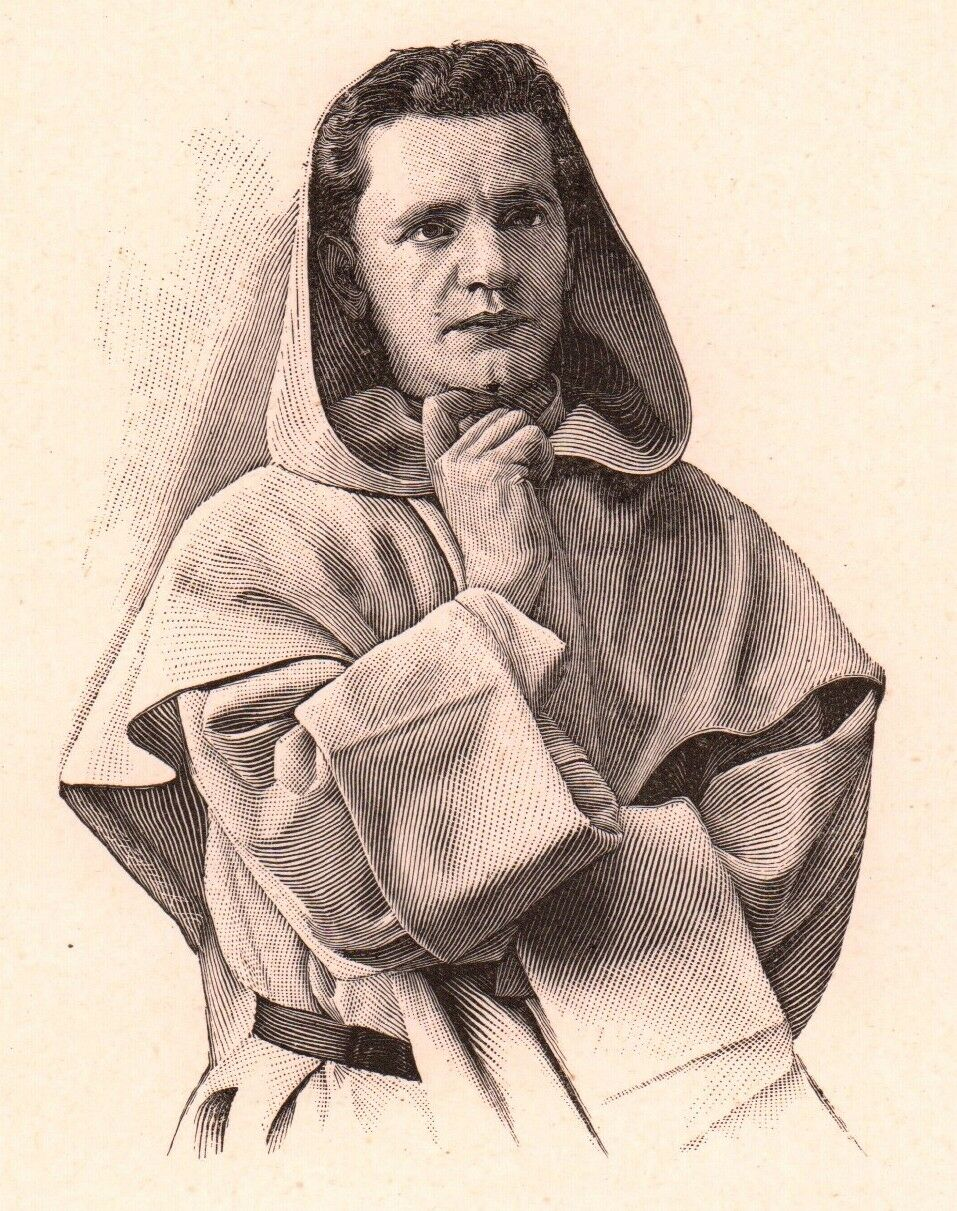
Antonin-Gilbert Sertillanges.

Antonin-Gilbert Sertillanges, född 16 november 1863 i Clermont-Ferrand, död 26 juli 1948 i Sallanches, var en fransk filosof och predikant.
Sertillanges inträdde i dominikanorden 1883, blev lärare i teologi i Corbara på Korsika 1890, professor i filosofi vid Katolska institutet i Paris 1900. Efter lagen mot kongregationerna 1902 måste han avkläda sig ordensdräkten, men som abbé Sertillanges förblev han en av Paris främsta romersk-katolska predikanter. Som filosof anslöt han sig till den nythomistiska filosofin och behandlade bland annat sin läromästare i Saint Thomas (1910) och La philosophie morale de saint Thomas d'Aquin (1916). Därjämte utgav han flera religiösa skrifter, som Jesus (1898) och Les sources de la croyance en Dieu (1905), samt inlägg i frågor för dagen, såsom L'art et la morale (1900), La politique chrétienne (1904) med flera. År 1918 blev han ledamot av Institutet.

## Reprinted books
redigerad av Sr Pascale-Dominique Nau, OP 
- L'Art et la morale, Rome, 2017.
- La vie catholique I & II, Rome, 2017.
- L'Église I & II, Rome, 2017.
- L'amour chrétien, Rome, 2017.